# Баскаев, Дзамболат Тимофеевич
Дзамболат Тимофеевич Баскаев (род. 1903, Терская область)— советский хозяйственный, государственный и политический деятель.

## Биография
Родился в 1903 году в селении Ксурт Алагирского района. Член ВКП(б) с 1928 года.
С 1929 года — на хозяйственной, общественной и политической работе. В 1929-1958 гг. — заведующий школой 1-й ступени села Црау, экономист-плановик Бесланского маисового комбината, инструктор, заведующий Культурно-пропагандистским отделом Правобережного районного комитета ВКП(б), инструктор Областного комитета ВКП(б) Северо-Осетинской автономной области, инструктор Орджоникидзевского городского комитета ВКП(б), 2-й, 1-й секретарь Правобережного районного комитета ВКП(б), народный комиссар/министр финансов Северо-Осетинской АССР, председатель СМ Северо-Осетинской АССР.
Избирался депутатом Верховного Совета СССР 4-го созыва.